# Джаны-Тилек
Джаны-Тилек (кирг. Жаңы-Тилек) — село в Ак-Талинском районе Нарынской области Кыргызстана. Входит в состав Ак-Чийского аильного округа. Код СОАТЕ — 41704 210 808 02 0.

## География
Село расположено в юго-западной части области, к востоку от реки Джамандаван (приток Алабуги), на расстоянии приблизительно 7 километров (по прямой) к западу от села Баетово, административного центра района. Абсолютная высота — 2044 метра над уровнем моря.

## Население
| год     | 2009 | 2014 | 2015 |
| ------- | ---- | ---- | ---- |
| человек | 549  | 552  | 574  |